# Parafia św. Barbary w Łąkach
Parafia św. Barbary w Karwinie-Łąkach – parafia rzymskokatolicka znajdująca się w Karwinie, w dzielnicy Łąki, w kraju morawsko-śląskim w Czechach. Należy do dekanatu Karwina diecezji ostrawsko-opawskiej.

## Historia

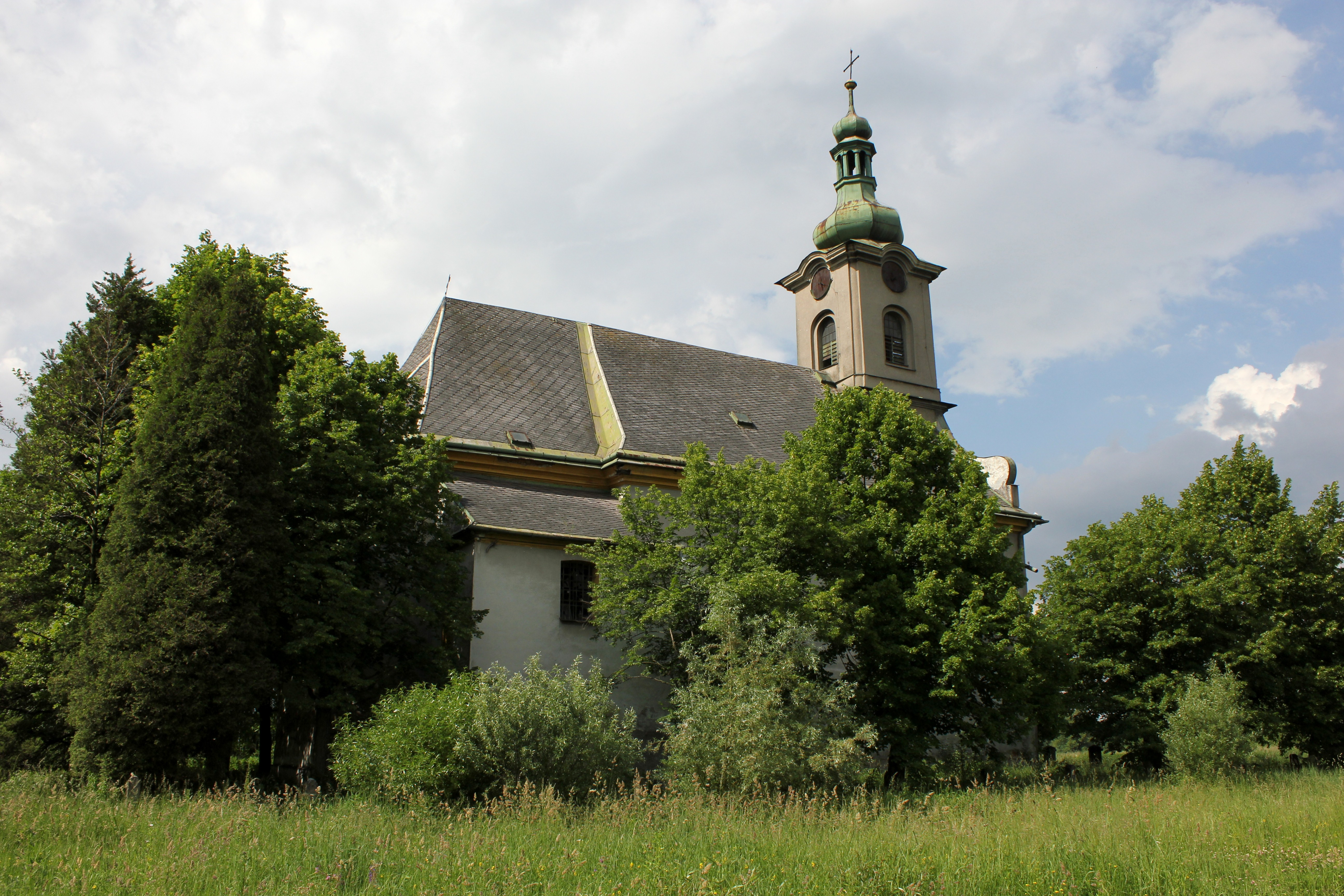
Stary kościół parafialny

Nie wiadomo kiedy w miejscowości wybudowano pierwszy kościół, lecz już w 1654 pojawia się zapis o drewnianej świątyni. Ponieważ rzeka Olza regularnie ją zalewała, w 1818 wzniesiono nową pod wezwaniem św. Barbary. Kościół ten stanowił filię parafii św. Marii Magdaleny w Cieszynie. W 1785 utworzono tu lokalię.
Po I wojnie światowej Łąki znalazły się w granicach Czechosłowacji, wciąż jednak podległe był diecezji wrocławskiej, pod zarządem specjalnie do tego powołanej instytucji zwanej: Knížebiskupský komisariát niský a těšínský. Po oddzieleniu granicą od dekanalnego Cieszyna podporządkowane zostały dekanatowi frysztackiemu. Kiedy Polska dokonała aneksji tzw. Zaolzia w październiku 1938 parafię jako jedną z 29 włączono do diecezji katowickiej, a 1 stycznia 1940 z powrotem do diecezji wrocławskiej. W 1947 obszar ten wyjęto ostatecznie spod władzy biskupów wrocławskich i utworzono Apostolską Administraturę w Czeskim Cieszynie, podległą Watykanowi. W 1978 obszar Administratury podporządkowany został archidiecezji ołomunieckiej. W 1996 wydzielono z archidiecezji ołomunieckiej nową diecezję ostrawsko-opawską.
Z powodu szkód górniczych wieś została zdemolowana. W dawnym centrum pozostał jedynie stary kościół św. Barbary, jednak sam budynek jest niestabilny i tylko kwestią czasu jest kiedy ulegnie całkowitemu zniszczeniu. Na południe od niego wybudowano nowe centrum z nowym kościołem katolickim.